# Cercié
Cercié é uma comuna francesa na região administrativa de Auvérnia-Ródano-Alpes, no departamento de Ródano. Estende-se por uma área de 4,94 km². Em 2010 a comuna tinha 1 155 habitantes (densidade: 233,8 hab./km²).